# Holyně (Svojšín)
Holyně je malá vesnice, část obce Svojšín v okrese Tachov v Plzeňském kraji. Nachází se asi 1,5 kilometru jižně od Svojšína. Je zde evidováno 6 adres. V roce 2011 zde trvale žilo pět obyvatel. Holyně leží v katastrálním území Holyně u Svojšína o rozloze 1,84 km².

## Historie
První písemná zmínka o vesnici pochází z roku 1379.

## Obyvatelstvo
| Rok            | 1869 | 1880 | 1890 | 1900 | 1910 | 1921 | 1930 | 1950 | 1961 | 1970 | 1980 | 1991 | 2001 | 2011 | 2021 |
| -------------- | ---- | ---- | ---- | ---- | ---- | ---- | ---- | ---- | ---- | ---- | ---- | ---- | ---- | ---- | ---- |
| Počet obyvatel | 40   | 34   | 43   | 46   | 46   | 55   | 40   | 32   | 30   | 10   | 7    | 6    | 4    | 5    | 4    |
| Počet domů     | 8    | 9    | 9    | 9    | 9    | 9    | 9    | 10   | 10   | 3    | 2    | 3    | 2    | 2    | 2    |

## Další fotografie

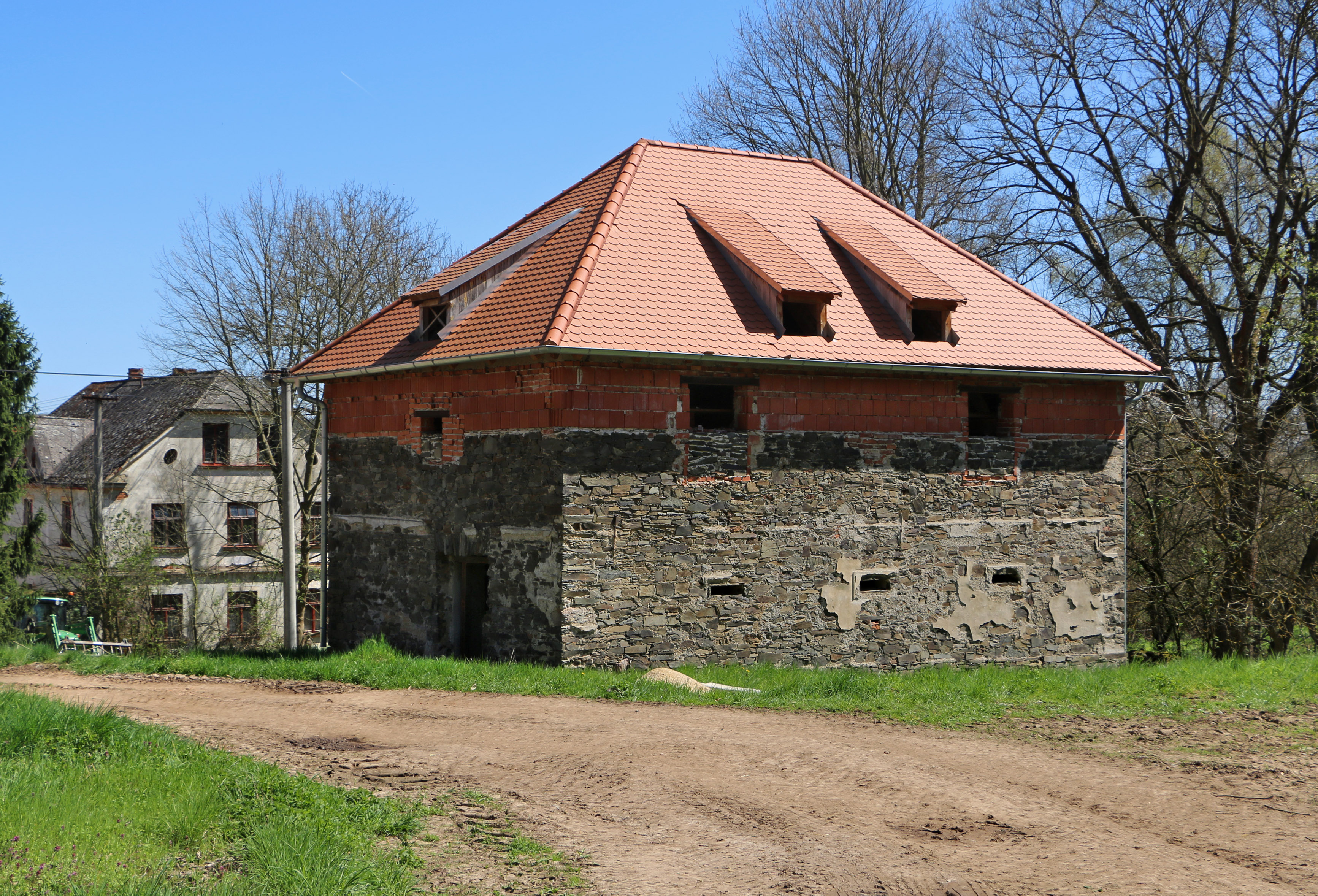
Opravovaná sýpka
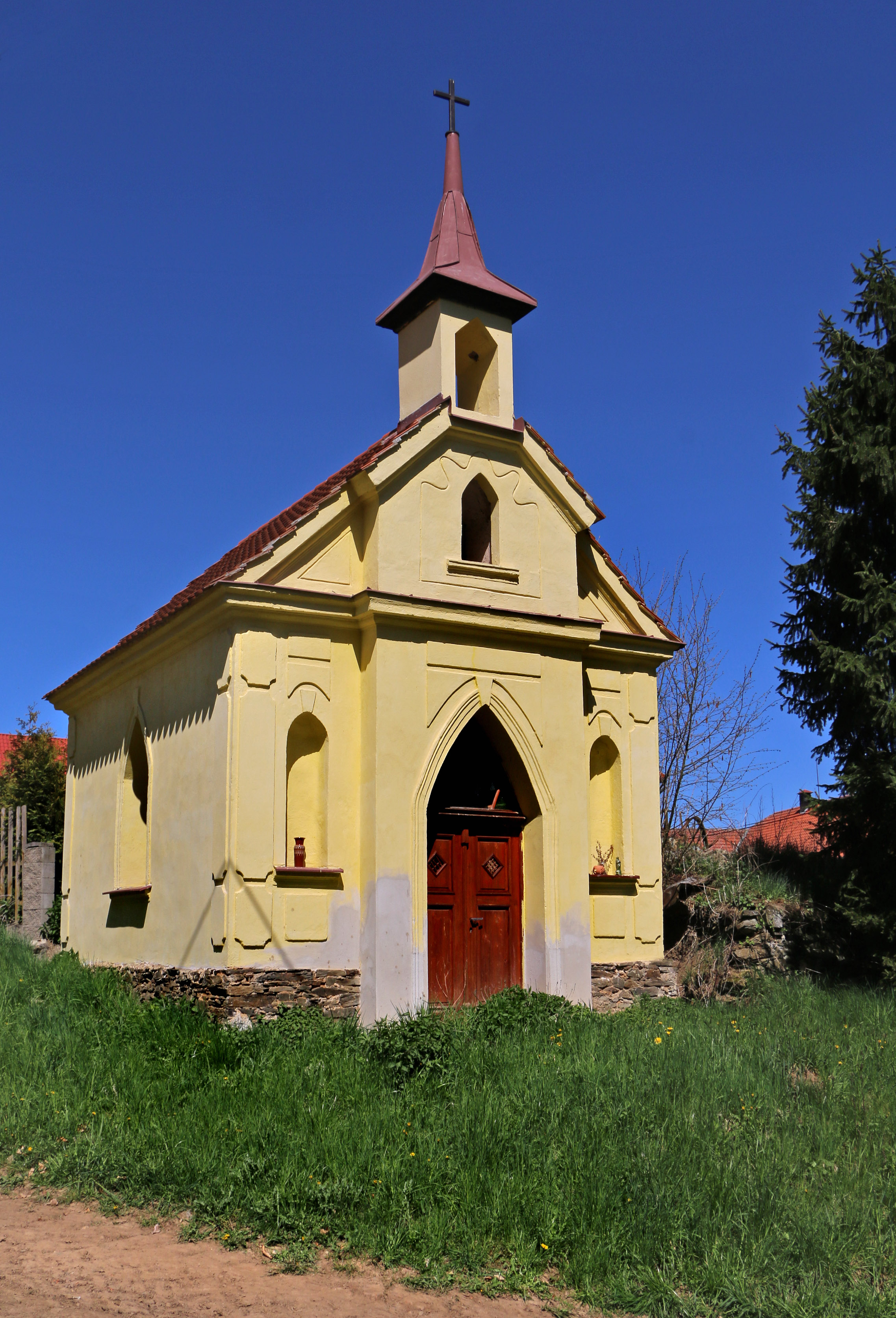
Kaple
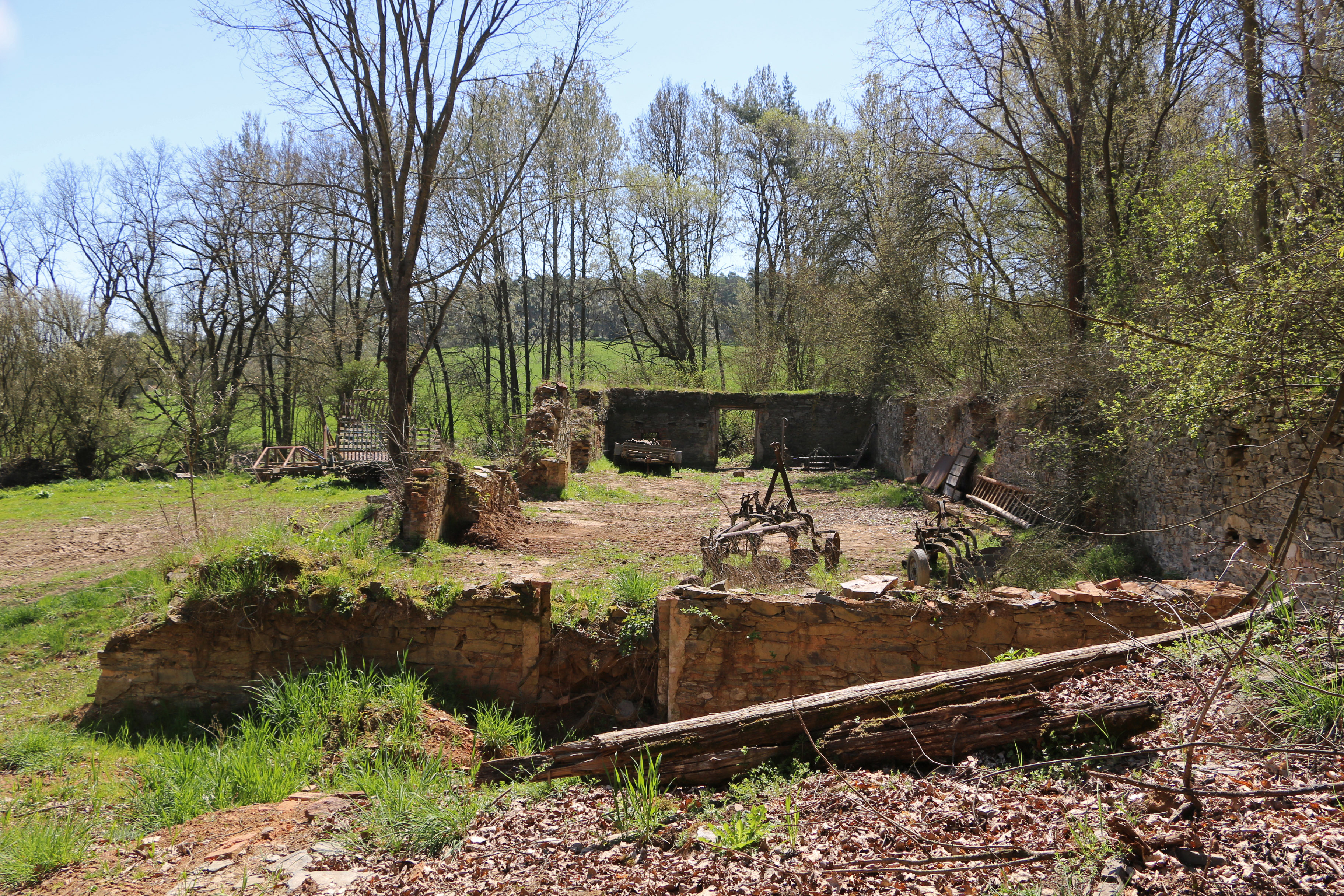
Zbytky domu